# Мочалин, Павел Александрович
Па́вел Алекса́ндрович Моча́лин (16 января 1989, Ленинград, СССР) — российский футболист, защитник.

## Карьера
Воспитанник футбольной школы «Зенита». Победитель чемпионата Европы по футболу 2006 (юноши до 17 лет). С сентября 2012 года — игрок ФК «Русь». С июля 2013 по 2015 год — игрок ФК «СКА-Энергии».

## Достижения
- Чемпион Европы среди юношей до 17 лет (1): 2006
- Чемпион Латвии (1): 2011